# Tournoi de clôture du championnat du Belize de football 2015
Navigation
Saison précédente Saison suivante
Le Tournoi Clausura 2015 est le dixième tournoi saisonnier disputé au Belize.
C'est cependant la 31e fois que le titre de champion du Belize est remis en jeu.
Lors de ce tournoi, le Belmopan Bandits a tenté de conserver son titre de champion du Belize face aux huit meilleurs clubs beliziens.
Chacun des neuf clubs participants était confronté deux fois aux autres équipes. Puis les quatre meilleurs se sont affrontés lors d'une phase finale à la fin de la saison.
Seulement une place pouvait être qualificative pour la Ligue des champions de la CONCACAF.

## Les 9 clubs participants
| \| FC Belize Defence Force San Ignacio United Verdes FC Belmopan Bandits Police United Paradise/Freedom Fighters Placencia Assassins Wagiya \| Localisation des clubs engagés dans le championnat. |
| FC Belize Defence Force San Ignacio United Verdes FC Belmopan Bandits Police United Paradise/Freedom Fighters Placencia Assassins Wagiya                                                           |

Ce tableau présente les neuf équipes qualifiées pour disputer le championnat 2014-2015. On y trouve le nom des clubs, le nom des stades dans lesquels ils évoluent ainsi que la capacité et la localisation de ces derniers.
| Club                           | Stade                       | Capacité          | Ville            |
| Defence Force                  | Stade Orange Walk People's  | 4 500             | Orange Walk Town |
| FC Belize                      | Stade MCC Grounds           | 3 500             | Belize City      |
| Belmopan Bandits               | Stade Isidoro Beaton        | 2 500             | Belmopan         |
| Verdes FC                      | Stade Norman Broaster       | 2 000             | San Ignacio      |
| Paradise/Freedom Fighters (en) | Stade de Toledo Union (en)  | Capacité inconnue | Punta Gorda      |
| Placencia Assassins (en)       | Stade Michael Ashcroft (en) | 2 000             | Mango Creek      |
| Police United                  | Stade Isidoro Beaton        | 2 500             | Belmopan         |
| San Ignacio United (en)        | Stade Norman Broaster       | 2 000             | San Ignacio      |
| Wagiya (en)                    | Stade Carl Ramos            | 3 500             | Dangriga         |

## Compétition
Le tournoi Clausura se déroule de la façon suivante, en deux phases :
- La phase régulière : les neuf journées de championnat.
- La phase finale : les six journées de championnat supplémentaire entre les meilleures équipes et la finale entre les deux meilleures.

### Phase régulière
Lors de la phase régulière les neuf équipes affrontent à une reprise les huit autres équipes selon un calendrier tiré aléatoirement.
Les quatre meilleures équipes sont qualifiées pour le second tour.
Le classement est établi sur le barème de points classique (victoire à 3 points, match nul à 1, défaite à 0).
Le départage final se fait selon les critères suivants :
- Le nombre de points.
- La différence de buts générale.
- Le nombre de buts marqué.

#### Classement
| Rang | Équipe                         | Pts | J | G | N | P | Bp | Bc | Diff |
| ---- | ------------------------------ | --- | - | - | - | - | -- | -- | ---- |
| 1    | Police United                  | 16  | 8 | 4 | 4 | 0 | 19 | 6  | +13  |
| 2    | Verdes FC                      | 16  | 8 | 5 | 1 | 2 | 14 | 6  | +8   |
| 3    | Belmopan Bandits T             | 15  | 8 | 4 | 3 | 1 | 9  | 2  | +7   |
| 4    | Defence Force                  | 14  | 8 | 4 | 2 | 2 | 13 | 7  | +6   |
| 5    | Paradise/Freedom Fighters (en) | 10  | 8 | 2 | 4 | 2 | 12 | 8  | +4   |
| 6    | Placencia Assassins (en) P     | 10  | 8 | 2 | 4 | 2 | 15 | 15 | 0    |
| 7    | Wagiya (en) P                  | 10  | 8 | 3 | 1 | 4 | 14 | 16 | -2   |
| 8    | FC Belize                      | 5   | 8 | 1 | 2 | 5 | 8  | 19 | -11  |
| 9    | San Ignacio United (en)        | 1   | 8 | 0 | 1 | 7 | 5  | 30 | -25  |

| Légende : Qualifications et relégations | Légende : Qualifications et relégations                     |
| --------------------------------------- | ----------------------------------------------------------- |
|                                         | Qualifié pour le second tour                                |
|                                         | T Tenant du titre P N'ont pas participer la saison dernière |

#### Résultats
| Résultats (▼dom., ►ext.)                                   | Def | Belm | Bel | PFF | Pla | Pol | Ign | Ver | Wag |
| Defence Force                                              |     |      |     | 3-1 |     |     | 5-0 | 0-2 | 1-0 |
| Belmopan Bandits                                           | 1-0 |      | 3-0 |     | 1-2 |     |     |     | 3-0 |
| FC Belize                                                  | 2-2 |      |     | 0-4 |     |     | 3-0 |     | 2-3 |
| Paradise/Freedom Fighters (en)                             |     | 0-0  |     |     | 2-2 | 0-0 |     | 1-2 |     |
| Placencia Assassins (en)                                   | 1-2 |      | 1-1 |     |     |     | 3-2 | 1-1 |     |
| Police United                                              | 0-0 | 0-0  | 3-0 |     | 3-3 |     |     |     |     |
| San Ignacio United (en)                                    |     | 0-0  |     | 1-4 |     | 1-6 |     | 1-2 |     |
| Verdes FC                                                  |     | 0-1  | 3-0 |     |     | 1-2 |     |     | 3-0 |
| Wagiya (en)                                                |     |      |     | 0-0 | 3-2 | 1-5 | 7-0 |     |     |
| - Victoire à domicile - Match nul - Victoire à l'extérieur |     |      |     |     |     |     |     |     |     |

### La phase finale
Les quatre équipes qualifiées affrontent à deux reprises les trois autres équipes selon un calendrier tiré aléatoirement.
Le classement est établi sur le barème de points classique (victoire à 3 points, match nul à 1, défaite à 0).
Les deux équipes terminant première de ce mini-championnat s'affrontent lors de la grande finale.
Le départage final se fait selon les critères suivants :
- Le nombre de points.
- La différence de buts générale.
- Le nombre de buts marqué.

#### Classement
| Rang | Équipe             | Pts | J | G | N | P | Bp | Bc | Diff |
| ---- | ------------------ | --- | - | - | - | - | -- | -- | ---- |
| 1    | Verdes FC          | 11  | 6 | 3 | 2 | 1 | 14 | 4  | +10  |
| 2    | Belmopan Bandits T | 10  | 6 | 3 | 1 | 2 | 9  | 7  | +2   |
| 3    | Police United      | 7   | 6 | 1 | 4 | 1 | 5  | 6  | -1   |
| 4    | Defence Force      | 4   | 6 | 1 | 1 | 4 | 7  | 18 | -11  |

| Légende : Qualifications et relégations | Légende : Qualifications et relégations |
| --------------------------------------- | --------------------------------------- |
|                                         | Qualifié pour la finale                 |
|                                         | T Tenant du titre                       |

#### Résultats
| Résultats (▼dom., ►ext.)                                   | Def | Belm | Pol | Ver |
| Defence Force                                              |     | 3-2  | 2-2 | 0-6 |
| Belmopan Bandits                                           | 1-0 |      | 1-1 | 1-2 |
| Police United                                              | 2-1 | 0-2  |     | 0-0 |
| Verdes FC                                                  | 5-1 | 1-2  | 0-0 |     |
| - Victoire à domicile - Match nul - Victoire à l'extérieur |     |      |     |     |

#### Finale
| Match aller | Belmopan Bandits     | 1:0   | Verdes FC | FFB Stadium |  |
| 7 mai 2015  | Edmund Pandy Jr. 86e | (0:0) |           |             |  |

| Match retour | Verdes FC                             | 2:0 | Belmopan Bandits | Stade Norman Broaster |  |
| 17 mai 2015  | Alcides Thomas 31e · Jarret Davis 90e |     |                  |                       |  |

## Bilan du tournoi
| Tournoi de clôture du championnat de football du Belize 2015 |                      |
| Champion                                                     | Verdes FC (2e titre) |
| Dauphin                                                      | Belmopan Bandits     |
| Qualifications continentales                                 |                      |
| Ligue des champions 2015-2016 (Phase de groupes)             | Verdes FC            |

## Statistiques

### Buteurs
| Rang | Nom | Équipe | Buts |
| 1    |     |        | -    |
| 2    |     |        | -    |
| 3    |     |        | -    |